# Protomacronema barnardi
Protomacronema barnardi är en nattsländeart som beskrevs av Statzner och Francois-Marie Gibon 1984. Protomacronema barnardi ingår i släktet Protomacronema och familjen ryssjenattsländor. Inga underarter finns listade i Catalogue of Life.